# Shūichi Asō
Pour les articles homonymes, voir Asō.
麻生 周一
Œuvres principales
- Saiki Kusuo no Ψ nan

Autres ouvrages :
- Boku no watashi no yusha gaku
- Shinseiki Idol Densetsu Kanata Seven Change

Shūichi Asō (麻生 周一, Asō Shūichi) est un mangaka japonais né le 26 décembre 1985 à Iruma, dans la préfecture de Saitama. Il est connu pour être l'auteur du manga Saiki Kusuo no Ψ nan.

## Œuvre
- 2007-2008 : Boku no watashi no yusha gaku (ぼくのわたしの勇者学?)
- 2009-2010 : Shinseiki Idol Densetsu Kanata Seven Change (新世紀アイドル伝説 彼方セブンチェンジ?)
- 2012-2018 : Saiki Kusuo no Ψ nan (斉木楠雄のΨ難, Saiki Kusuo no Psi-nan?)
- 2019 : Mangaka Isekai Shuzai Ryokou (漫画家異世界取材旅行?) – one shot